# Distretto di Nawur
Il distretto di Nawur è un distretto dell'Afghanistan appartenente alla provincia di Ghazni. Viene stimata una popolazione di 48 301 abitanti (stima 2016-17).